# Josep Micó
Josep Micó (Vic, segle xvi) fou astrònom cosí de Francesc Micó. Va ser catedràtic de teologia i professor de matemàtiques a la Universitat de Barcelona. No sembla, però, que les seves ocupacions el satisfessin del tot, ja que afirmava que «la astrologia y philosophia apenas sean artes como las otras para ganar de comer».
Va escriure un tractat sobre elGran Cometa de 1577. El llibre estava dedicat a Felip II, i segons explica en la dedicatòria, Micó s'havia decidit a escriure'l perquè «oyendo el temor que a los muchos les ponía (el cometa), me ha obligado a rebolver los libros y ver lo que de ellos estava escrito, para avisar a V. M. para que se prevenga [...]». L'obra consta de cinquanta capítols, a través dels quals Micó presenta les diverses doctrines sobre la gènesi i la natura dels cometes, diu quina li sembla més encertada i per què, presenta les seves observacions i tracta extensament sobre les prediccions astrològiques associades al fenomen. Un dels autors més citats és Sèneca, encara que no comparteix les idees d'aquest autor, segons el qual els cometes eren cossos celestials, és a dir, astres. Contra aquesta doctrina, Micó hi oposa la seva convicció que el cel dels astres es compon d'orbes contigus, que es trencarien si el cometa es mogués per ells.
Micó explica que el dia 8 de novembre va observar el cometa sense aparells i que llavors estava «en los primeros grados de la primera cara de Capricornio», amb uns 24 minuts de latitud. Després ens diu que el dia 16 el va observar amb un astrolabi, un radi astronòmic, un torquetuni i un globus celeste. Per fixar amb exactitud l'hora de l'observació i la posició del cometa, donava les altures de 149 diversos estels (Altair, Vega i Aldebaran) amb prou exactitud, la distància angular del cometa a alguna d'aquestes estrelles (Altair) i la seva altura sobre l'horitzó. També informava que el cometa avançava cada dia tres graus. Per a Micó, els cometes tenien el seu origen en un lloc que anomenava «Heroico y Ethérco», situat entre l'esfera de foc i l'orb lunar, que no és ni elemental del tot ni celeste. Segons Micó el cometa no era un cos inflamat, sinó il·luminat. Es mostrava partidari d'una teoria òptica segons la qual els cometes serien com lents i que la cua del cometa sempre apuntava en direcció contrària al Sol. Pel que fa als possibles pronòstics del cometa, afirmava que era difícil fer un judici encertat, ja que la gran quantitat de cometes que es podien observar ho dificultaven. Assegurava que aquests fenòmens no sempre presagiaven tragèdies o fets horribles. Explicava l'origen astrològic dels cometes atribuint-lo a la confluència dels aspectes dels planetes superiors, els eclipsis de Lluna i els planetes dominants. Micó va arribar a fer pronòstics astrològics, ja que explicava que el mateix dia 8, quan va veure per primera vegada el cometa, es dirigia a la residència del duc de Cardona a donar-li un pronòstic. També mencionava un pronòstic que va fer sobre la nova de 1572, sobre la qual pensava que no es tractava ni d'una estrella ni d'un cometa, sinó d'un àngel o de l'esperit del mateix Déu.